# Cheville (anatomie)
Pour les articles homonymes, voir Cheville.

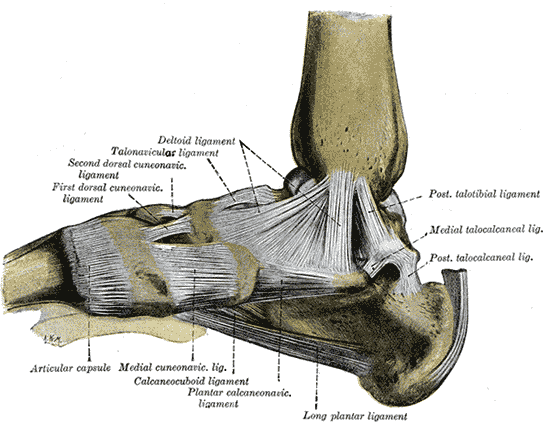
Les ligaments de la partie interne de la cheville.

La cheville est le segment du membre inférieur qui relie la jambe et le pied.
En anatomie, on la nomme région talo-crurale et elle contient l'articulation talo-crurale.

## Description
La région talo-crurale est composée de la région talo-crurale antérieure située devant l'articulation et de la région talo-crurale postérieure située à l'arrière de l'articulation.
La région talo-crurale postérieure est divisée en deux parties limitées par le tendon calcanéen. Ces deux parties en forme de gouttière forment derrière la malléole latérale : la région rétromalléolaire latérale, et derrière la malléole médiale : la région rétromalléollaire médiale.

## Galerie

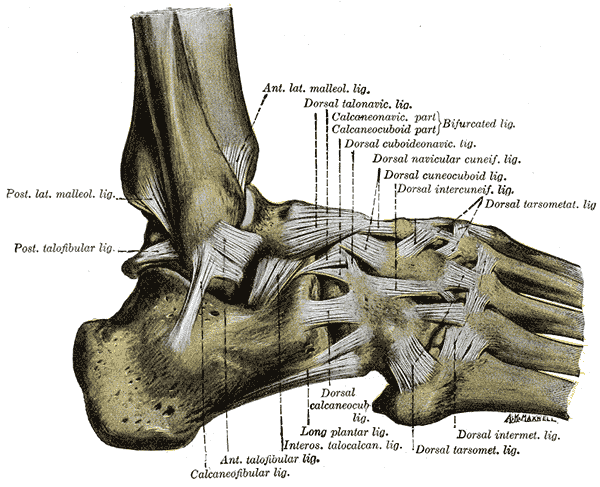
Les ligaments de la partie externe de la cheville.
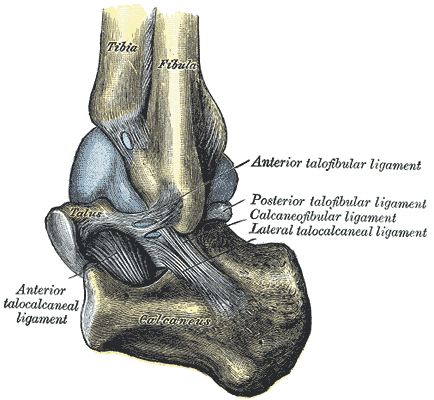
L'articulation tibio tarsienne. Vue latérale.
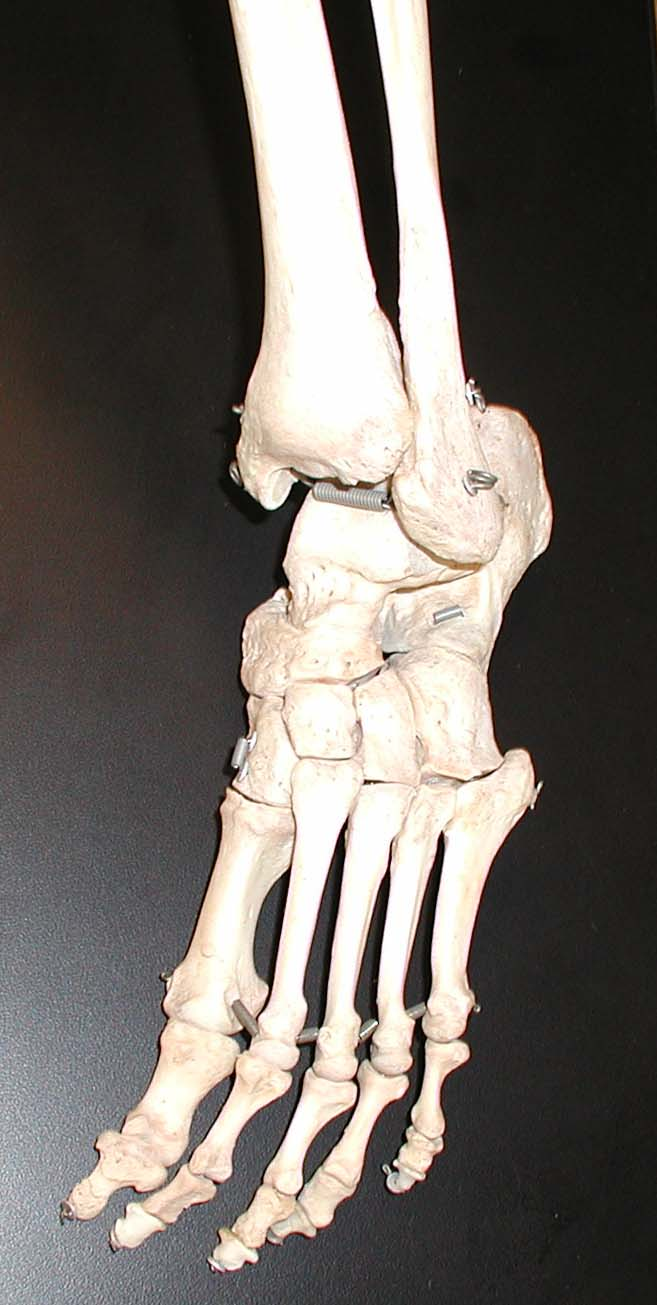
Les os du pied.
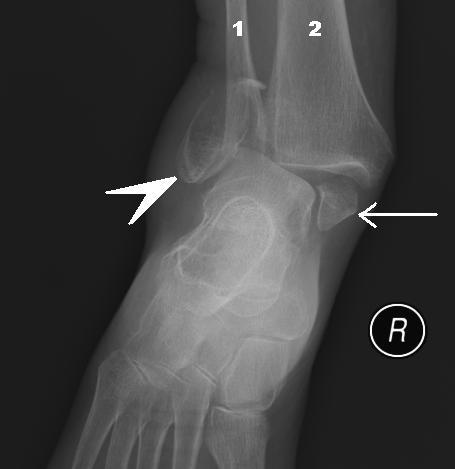
Fracture bimalléolaire de la cheville.